# Astragalus gontscharovii
Astragalus gontscharovii är en ärtväxtart som beskrevs av I.T. Vassilczenko. Astragalus gontscharovii ingår i släktet vedlar, och familjen ärtväxter. Inga underarter finns listade i Catalogue of Life.